# 中条 (熊谷市)
中条（ちゅうじょう）は埼玉県熊谷市の北部地区東部にある地域。

## 概要
区域内の字（大字）は、上中条・今井・小曽根・大塚で、全域が旧北埼玉郡中条村の区域である。
また、熊谷市では市立小学校の通学区域で細かい地域分けをすることが多く、当地域は熊谷市立中条小学校の学区域とほぼ一致する（ただし、四方寺の一部も中条小学校区。熊谷市立中条中学校の学区域も同一）ため、中条地域と中条小学校区は同義として扱われることが多い。

## 歴史
古墳時代中期から後期に中条古墳群（いくつかの支群に分かれる）が造営され、上中条支群にあった鹿那祇東古墳（かなぎひがしこふん）から、国の重要文化財に指定されている埴輪 短甲の武人や、馬形埴輪が出土した。今井支群の鎧塚古墳（よろいづかこふん）出土の土器群は熊谷市の有形文化財に指定され、大塚支群に属する大塚古墳（おおつかこふん）は熊谷市指定史跡となっており、古代から歴史的資料に富む。
平安時代末、藤原氏出身の中条常光が上中条に館を構え、中条氏が発祥した。中条氏からは鎌倉幕府初代評定衆中条家長などが輩出され、室町幕府でも奉公衆に取り立てられたが、戦国時代に入り松平氏宗家第4代松平親忠に敗れるなどし衰退した。上中条の中条氏館跡には、12世紀、中条家長が祖父常光のため建てた常光院が残る。

## 地域内に所在する主な施設

### 中条地域のみを管轄
- 熊谷市立中条小学校（上中条）
- 熊谷市立中条中学校（今井）
- 熊谷市中条公民館／熊谷市中条農村センター／熊谷市役所中条出張所（上中条）※1つの建物を3施設で共用していたが、市役所出張所が再編により閉鎖された。当所が主に当地域における各種選挙の投票場所として用いられる。
- JAくまがや中条支店（上中条）※ 閉鎖（現在の管轄は奈良地区にある奈良中条支店）
- 熊谷市消防団中条分団（上中条）
- 熊谷警察署上中条駐在所（上中条）

### その他
- JAくまがや（第一）カントリーエレベーター（今井）
- 熊谷市北部給水区 北部浄水場（今井）
- 熊谷市北部給水区 北部配水場（今井）
- 埼玉県立熊谷スポーツ文化公園（一部が上中条・今井・大塚）
- 熊谷上中条簡易郵便局（上中条）
- 熊谷市立中条保育所（上中条）
- 第二くるみ保育園（今井）
- セブン-イレブン熊谷上中条店（上中条）
- ローソン熊谷今井店（今井）
- 熊谷厄除大師 常光院（上中条）

## 道路
高速道路・国道は走っていない。
- 埼玉県道83号熊谷館林線（熊谷市街-小曽根東端-今井中央部-上中条中央部を連絡し、上中条東端に抜ける）
- 埼玉県道178号北河原熊谷線（大塚東端から中央部を通過し、西端で終点）
- 埼玉県道303号弥藤吾行田線（上中条北端から上中条中央部と大塚中央部を連絡）
- 埼玉県道341号太田熊谷線（小曽根西端を通過）
- 埼玉県道359号葛和田新堀線（上中条北端を通過）
- 埼玉県道362号上中条斎条線（上中条東端を起点）

## 公共交通機関
鉄道は走っていない。以下には、区域内を走るバス路線（とその停留所）を記載。位置関係上、区域外に設置されている停留所が最寄になるエリアもあるが省略。
- 国際十王交通：KM21 熊谷駅 - 犬塚線（彩華園前・大塚・杉戸田停留所）
- 国際十王交通：KM31・KM32 熊谷駅 - 上中条 - 葛和田線（赤城神社・田中・今井・中条学校・竹の内・上中条・公会堂前停留所）
- 国際十王交通：KM33 熊谷駅 - くまがやドーム線（赤城神社・ラグビー場入口停留所）
- 朝日自動車：KM61～KM65 熊谷駅 - 妻沼 - 太田駅・西小泉駅線（小曽根停留所）
- 熊谷市コミュニティバス「ゆうゆうバス」グライダー号（荒宿農村公園・観音寺入口・中条中学校東・スポーツ文化公園停留所）

## その他
地域内では、上中条を「川南」と「川北」に分ける場合がある（小字よりも大きい単位）。